# Alaria arisaemoides
Alaria arisaemoides är en plattmaskart. Alaria arisaemoides ingår i släktet Alaria och familjen Diplostomatidae. Inga underarter finns listade i Catalogue of Life.